# Korthalsia cheb
Korthalsia cheb är en enhjärtbladig växtart som beskrevs av Odoardo Beccari. Korthalsia cheb ingår i släktet Korthalsia och familjen Arecaceae. Inga underarter finns listade i Catalogue of Life.